# Benjamin Smith Barton
Benjamin Smith Barton (Lancaster, 10 de febrero de 1766-Nueva York, 19 de diciembre de 1815) fue un médico, botánico y zoólogo estadounidense.

## Biografía
Estudió medicina en Filadelfia hasta 1786, cuando se trasladó a la Universidad de Edimburgo y a la Universidad de Göttingen. Obtuvo la graduación en 1789, volviendo a la Universidad de Filadelfia donde enseñó Botánica e Historia Natural. En 1803 publicó Elements of botany, or Outlines of the natural history of vegetables, el primer libro de bolsillo estadounidense de botánica. De 1798 a 1804, publicó un trabajo sobre plantas con uso en la terapéutica médica.
También estaba interesado en Anatomía y en Zoología, y publicó Memoir Concerning the Fascinating Faculty Which Has been Ascribed to the Rattle-Snake. En 1803 publicó un estudio comparativo de lingüística, Etymology of Certain English Words and one Their Affinity to Words in the Languages of Different European, Asiatic and American (Indian) Nations y una prueba sobre el origen de Nativos Americanos, New Views of the Origin of the Tribes and Nations of America (1798). Fue el editor del periódico "Philadelphia Medical and Physical Journal" (1804-1809), una de las publicaciones científicas más antiguas de Estados Unidos. Al mismo tiempo, continuaba ejerciendo como médico en el hospital de Pensilvania. Murió de tuberculosis en la ciudad de Nueva York.

## Obra
- "Fragments of the natural history of Pennsylvania", 1799
- "Elements of botany, or Outlines of the natural history of vegetables", Barton. 1803
- "Memoir Concerning the Fascinating Faculty Which Has been Ascribed to the Rattle-Snake", Barton. 1803
- "Elements of botany …", 1804, 2.ª ed. 1812–1814, 3.ª ed. 1827
- "Collections for an essay towards a materia medica of the United States", Barton. Cincinnati, Ohio. 1804
- "Etymology of Certain English Words and one Their Affinity to Words in the Languages of Different European, Asiatic and American (Indian) Nations", Barton

## Epónimos
Género
- (Gentianaceae) Bartonia Muhl. ex Willd.[1]